# تشانغ زهين (سياسي)
تشانغ زهين هو سياسي صيني، ولد في 5 أكتوبر 1914 في Pingjiang County ‏ في الصين، وتوفي في 3 سبتمبر 2015 في بكين في الصين. نشط حزبياً في الحزب الشيوعي الصيني. وقد انتخب عضو مجلس الشعب الصيني ‏.